# Bandeira da República Árabe Saaraui Democrática

Rácio: 1:2

A bandeira da República Árabe Saarauí Democrática é uma combinação das cores Pan-Árabes e símbolos relacionados ao Islã, assemelhando-se muito à bandeira da Palestina, porém de forma não intencional. Foi adotada em 27 de fevereiro de 1976 e modificada em junho de 1991. O Saara Ocidental, como também é chamado, encontra-se sob administração marroquina, que também desfralda a sua bandeira sobre esse território. É usada nos territórios livres e ocupados, em intifadas, em territórios de famílias nativas da região e de colonos favoráveis a independência democrática em relação ao Marrocos.

## Símbolos

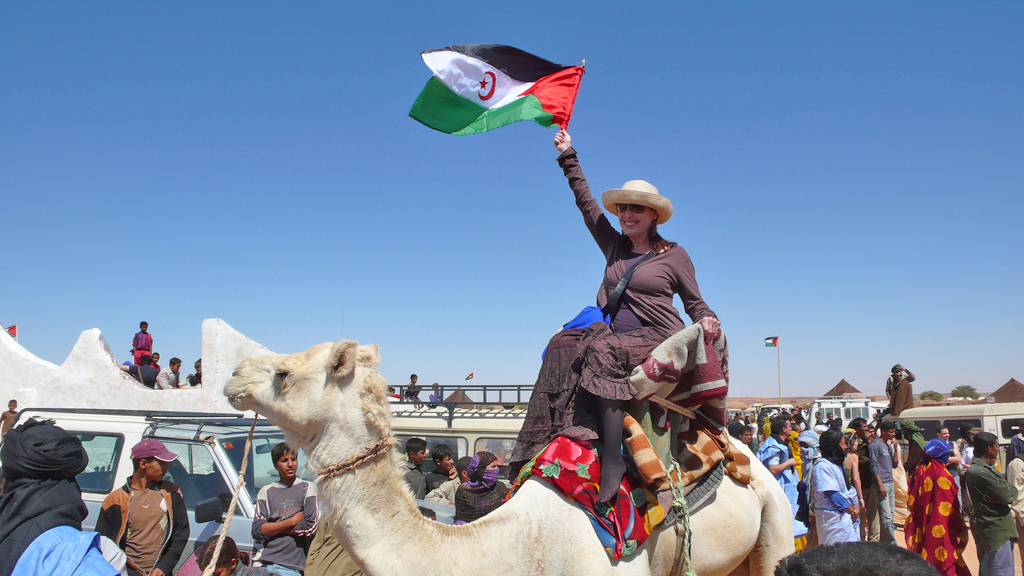
A atriz espanhola Verónica Forqué com a bandeira do país nas mãos em manifestação de apoio.

A bandeira, originalmente usada pela Frente Polisário, tem como cores o preto, vermelho, branco e verde. A bandeira também conta com o maior símbolo do Islã, a estrela e o crescente.